# Рана Муджахід Алі
Рана Муджахід Алі (6 вересня 1970) — пакистанський хокеїст на траві.
Бронзовий призер Олімпійських Ігор 1992 року, учасник 1996 року.